# سید محمدحسن علوی سبزواری
سید محمدحسن علوی سبزواری (زاده ۱۳۰۸ ه‍.ش سبزوار – ۱۳۹۹ ه‍.ش سبزوار) فقیه و مدرس حوزه علمیه، از رهبران و هدایت‌کنندگان مردم به انقلاب اسلامی بود. تحصیلات ابتدایی خود را در حوزه علمیه سبزوار، نزد سید میرزا آقا فاضل هاشمی، محمدتقی عندلیبی، سید عبدالله برهان المحققین و سید حسن سیادتی سبزواری فرا گرفت.
وی بخشی از تحصیلات حوزوی را نزد سید محمدرضا گلپایگانی، علی مشکینی، مرتضی حائری یزدی، میرزا هاشم آملی فراگرفت.
در سال ۱۳۴۸ به سبزوار بازگشت و به تدریس و تبلیغ امور دینی پرداخت.
وی یکی از تأثیرگذاران و دعوت‌کنندگان مردم به انقلاب اسلامی ایران در سبزوار بود.
او در سال ۱۳۹۹ در بیمارستان حشمتیه سبزوار درگذشت.

## تولد و خانواده
سید محمدحسن علوی سبزواری، فرزند سید محمدمهدی و نوه سید محمدابراهیم علوی سبزواری در سال ۱۳۰۸ هجری شمسی در سبزوار به دنیا آمد. او از جانب مادری نوه سید حسین پیشنمازی (میرزا حسین کوچک) بود. وی از سادات علوی عریضی بود. دو هفته پس از تولد، مادرش را از دست داد.

## تحصیلات
وی تحصیلات ابتدایی خود را در حوزه علمیه سبزوار نزد سید میرزا آقا فاضل هاشمی (همچنین بخش‌هایی از کتاب کشف المراد را نزد او آموخت)، محمدتقی عندلیبی، سید عبدالله برهان المحققین و سید حسن سیادتی سبزواری فراگرفت. قسمتی از تحصیلات خویش را نیز در حوزه علمیه مشهد فراگرفت.
سپس به قم رفت و در حوزه علمیه قم، بخش‌هایی از تحصیلات علوم دینی را نزد سید حسین بروجردی، سید محمدرضا گلپایگانی، علی مشکینی، میرزا هاشم آملی و مرتضی حائری یزدی آموخت.

## بازگشت به سبزوار و تدریس
در سال ۱۳۴۸ هجری شمسی به سبزوار بازگشت و تدریس علوم دینی و تبلیغ امور دینی مشغول شد. وی پس از بازگشت، امام جماعت مسجد جامع سبزوار شد.

## مبارزه با پهلوی و فعالیت‌های سیاسی
او به عنوان رهبر و هدایت‌کنندهٔ مردم در مبارزه و مخالفت با محمدرضا پهلوی و همچنین محرّکی در شکل‌گیری انقلاب، در دهه ۵۰ شمسی در سبزوار بود.

## درگذشت و پیام‌های تسلیت
سرانجام، در اول بهمن ۱۳۹۹ هجری شمسی در بیمارستان حشمتیه سبزوار درگذشت و غلامرضا مقیسه، امام جمعه سبزوار، نماز میت را به پیکر او خواند و پیکر وی پس از تشییع جنازه خودرویی، در گلزار شهدای سبزوار در مصلی سبزوار دفن شد.
غلامرضا مقیسه به عنوان امام جمعه سبزوار، دوم بهمن ۱۳۹۹ عزای عمومی اعلام کرد.
سید علی خامنه ای، سید علی سیستانی، حسین نوری همدانی، ناصر مکارم شیرازی، لطف‌الله صافی گلپایگانی، سید موسی شبیری زنجانی، سید محمدعلی علوی گرگانی، سید ابراهیم رئیسی، محمدباقر قالیباف و تعدادی دیگر از علمای حوزه علمیه و شخصیت‌های سیاسی و اجتماعی، پیام تسلیت خود را نسبت به درگذشت وی اعلام کردند.